# Złoty dotyk Nathana
Złoty dotyk Nathana (ang.: Nathan for You) – amerykański program komediowy typu reality show prowadzony przez Nathana Fieldera tworzony we współpracy ze stacją Comedy Central. Pierwszy odcinek miał premierę 28 lutego 2013 roku.

## Fabuła
Nathan Fielder wciela się w rolę konsultanta, którego zadaniem jest rozwiązać jakiś problem (najczęściej pomóc osiągnąć sukces przedsiębiorcom, którzy zgodzili się wziąć udział w jego programie). W tym celu wdraża on pomysłowe, lecz dziwne i często kontrowersyjne rozwiązania. W rzeczywistości rozwiązania te mają charakter satyryczny, a ich celem jest obnażenie luk prawnych (np możliwości umieszczenia reklamy na nagrobku), chwytów marketingowych (np. fałszywe nagrody i wyróżnienia) czy ludzkiej łatwowierności (podpisywanie dokumentów bez czytania).